# Belgové

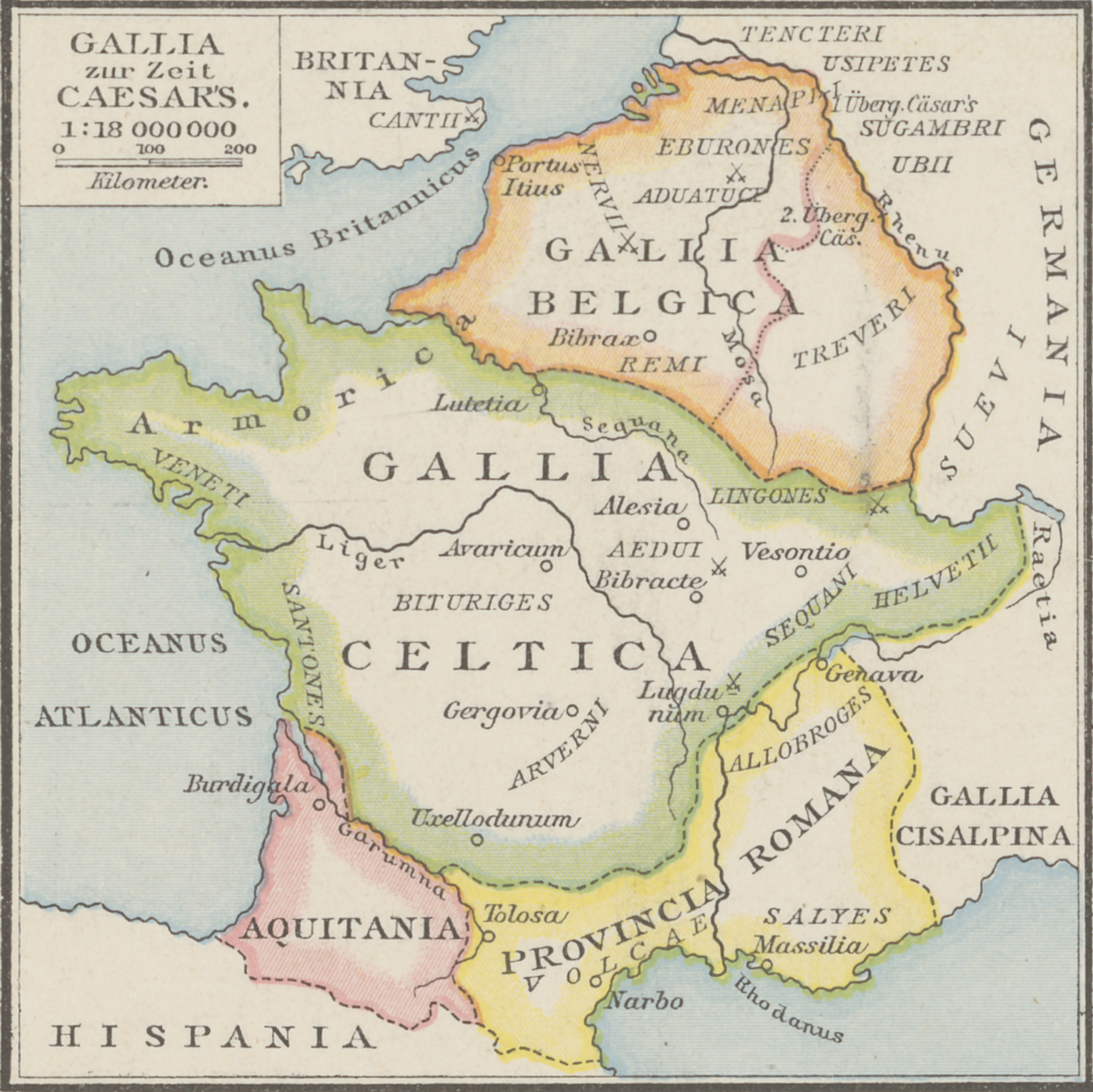
Belgická Galie oranžově

Belgové (latinsky Belgae) byl starověký národ v severní Galii. Jmenuje se po nich Belgie, která leží přibližně v severní části jejich někdejšího území.
Přišli asi ve 3. století př. n. l. a sídlili v oblasti mezi Seinou, Rýnem a Lamanšským průlivem. V 1. století př. n. l. dobyli Galii Římané a Gallia Belgica tvořila jednu ze tří částí, na kterou bylo toto území rozděleno. Julius Caesar ve svých Zápiscích o válce galské označuje Belgy za nejudatnější a vysvětluje to tím, že jsou daleko od civilizace a neustále vedou války s Germány za Rýnem.
Belgové se také objevují na Britských ostrovech, v jižní Anglii v oblasti okolo města Venta Belgarum (dnes Winchester) a možná i v Irsku, kde by mohli být jedním z národů z keltských mýtů zvaným Fir Bolg.
Jazyk Belgů není znám. Některá toponyma jsou keltská, ale dle jiných se jazyk Belgů a Galů lišil, což píše už Caesar. Snad se tedy jednalo o indoevropský jazyk odlišný od keltských i germánských jazyků, který by byl v souladu s teorií o samostatném tzv. Severozápadním kulturním bloku (Nordwestblock).